# Bucsi Mariann
Bucsi Mariann (Székesfehérvár, 1974. július 23.[forrás?] –) magyar írónő.

## Életút
Tanulmányait követően vállalati tanácsadóként, coach/mentorként dolgozott. Karrierjét feladva Thászosz görög szigetre költözött, itt él és alkot. A SHE Magazin állandó szerzője. Helyettem című novellája az Algyői Könyvtár Jelek 2020 pályázatán első helyezést ért.
A Házassági évforduló című írása több alkalommal megjelent már a Nők elleni erőszak megszüntetésének világnapján.
A Pethes Mária által alapított Kontraszt független irodalmi és művészeti folyóirat rendszeresen publikálja írásait. 
2021 szeptemberében jelent meg első könyve, az Ébredés. Regénye felkerült a Libri, a Bookline és a Book24 sikerlistájára is. Az Ébredést a 10. legjobb kortárs szépirodalmi regényként tartják számon a Moly.hu-n, 2022-ben pedig felkerült a Libri irodalmi díj és közönségdíj hosszú listájára. A kötet a 2022-es Év könyve díjon a TOP10-be került az olvasók szavazat alapján.
2022-ben megjelent második könyve, az Érintés, ahol más irodalmi műfajban mutatkozik be az írónő.  

## Megjelent művei
- Ébredés (2021, Maraton Kiadó)
- Érintés (2022, Newline Kiadó)
- Válaszutak (2022, Newline Kiadó)
- Kerülőutak (2022, Newline Kiadó)